# VPN屏蔽

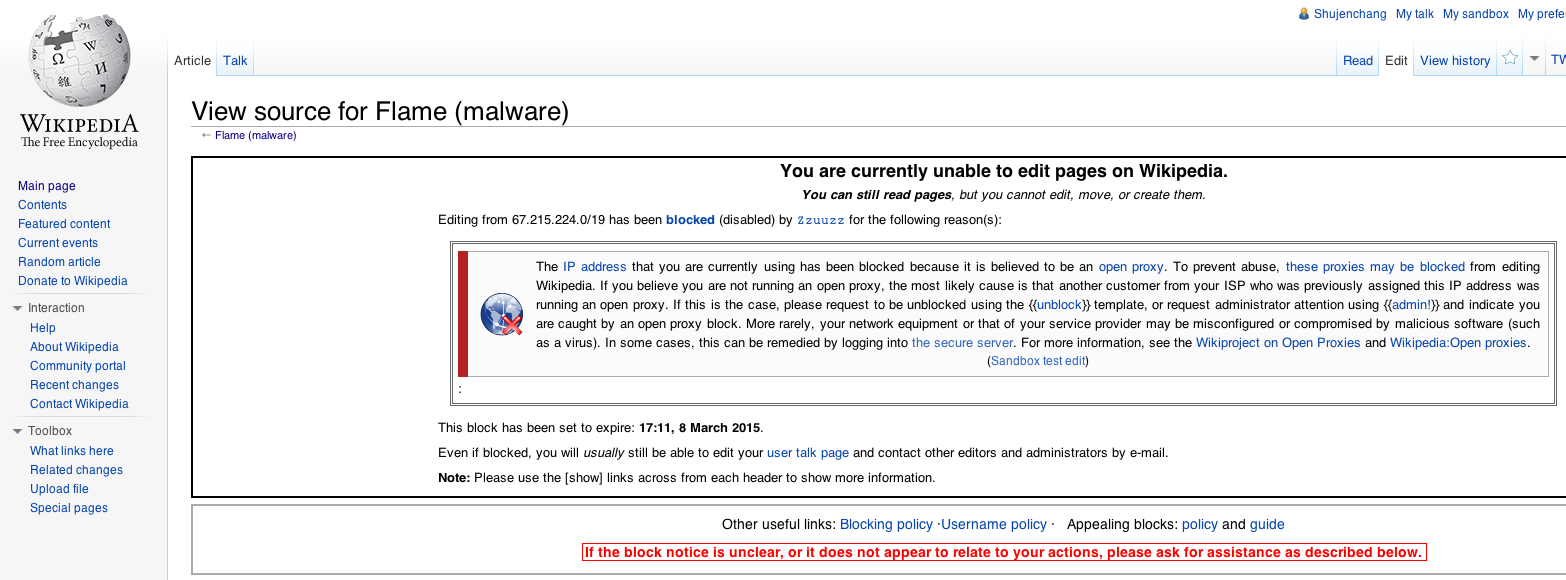
一张维基百科的截图，显示当前VPN所用的IP在某些维基媒体基金会项目中遭屏蔽

VPN屏蔽技术用于屏蔽虚拟专用网（VPN）所使用的加密隧道协议通讯方式，屏蔽者多为国家政府或公司等大型组织。目的可能是确保计算机安全，也可能是通过阻止用户使用VPN绕过网络防火墙系统，以加强互联网审查。

## 技术
有多种方法可屏蔽VPN访问。常见的VPN隧道协议（如PPTP、L2TP）会使用特定端口建立连接与传送数据，系统管理员可以关闭这些端口，从而防止用户在特定网络上使用这些VPN；网站则可通过屏蔽著名VPN提供商管理的IP地址，来控制VPN用户对其内容的访问。由于使用VPN绕过审查时通常需要连接到不受当地管辖的远程主机，某些政府甚至会在一些时候屏蔽所有对境外IP地址的访问。
各种组织正加大力度屏蔽绕过防火墙的VPN访问，VPN提供商的应对方式则是通过更复杂的技术创建更为隐蔽的连接，双方看起来就像在进行一场“网络军备竞赛”。例如，在中国政府使用深度包检测技术侦测VPN协议后，Golden Frog开始对其流行的VyprVPN服务提供干扰OpenVPN数据包元数据、从而避免检测的选项。

## 政府使用

### 中国大陆
2011年5月，有中国的互联网用户开始发现不能稳定地使用VPN连接到海外站点和服务，如Apple App Store；大学和商业机构亦发布通知，开始要求内部人员停止使用翻墙工具。
2012年底，提供VPN服务的公司声称，中国的防火长城已经可以“学习、发现并屏蔽”许多不同VPN系统的加密通讯手段。
2017年，中国政府要求电信运营商屏蔽个人所用的VPN，截止期限是2018年2月。然而工信部对此报道作出回应，称该部未下发相关通知，此报道为不实消息。

### 俄罗斯
2023年10月3日，统一俄罗斯党的一名参议员表示，俄罗斯通信监管机构Roskomnadzor将于2024年3月1日起全面封杀俄罗斯境内的所有VPN服务。阿尔捷姆·谢金表示，封锁Meta旗下的社交媒体对俄罗斯人“尤为重要”。

### 伊朗
伊朗政府于2013年3月开始屏蔽非政府认可的VPN，此事在2013年伊朗总统选举的前几个月发生，官方宣称此举是为“起诉违反国家法律的用户”，以及“在司法监督下，将违法者送上国家法院”。据报道，使用政府批准的VPN时可能会受监视，私人数据亦可能被检查。

### 叙利亚
在2011年民众起事后，叙利亚开始采用深度包检测屏蔽VPN连接，审查目标包括各种VPN协议，如OpenVPN、L2TP和PPTP。

## 在线服务使用

### Hulu
为防止来自美国之外用户的未经授权访问，2014年4月，Hulu开始阻止使用VPN之IP地址的用户访问该站。此举同时阻止了一些正常的美国用户来访，这些用户使用VPN是出于安全考虑。VikingVPN、NordVPN、Purevpn、TorGuard等VPN提供商随后分别表示会直接与Hulu探讨解决方案，或是放出更多的专用IP地址，以期解决其客户遇到的问题。

### Netflix
2014年9月，多家电影制片厂向Netflix施加压力，要求屏蔽VPN访问；当时已有200,000余名澳大利亚用户使用Netflix，尽管该站还没有在澳大利亚上线。同使用VPN访问其他视频网站一样，使用VPN访问Netflix此前可得到更为安全的观看体验，并可在海外继续欣赏。Netflix用户此前亦使用VPN绕过Verizon等运营商推出的节流措施。